# Balkanski špijun
Balkanski špijun (serbi: Балкански шпијун, "espia balcànic") és una pel·lícula de comèdia dramàtica iugoslava del 1984 dirigida pels directors serbis Dušan Kovačević i Božidar Nikolić.

## Argument
Ilija Čvorović (Bata Stojković), un antic estalinista que va passar alguns anys a la presó de Goli otok, és contactat per la policia amb regularitat per respondre preguntes sobre el seu subarrendatari, Petar Markov Jakovljević (Bora Todorović), un home de negocis, que va passar vint anys vivint a París, i ara ha tornat a Belgrad per obrir una sastreria. Després d'uns quants minuts, Ilija és lliure de marxar, però comença a sospitar que el seu subinquil·lí, Petar, podria ser un espia. A mesura que passa el temps, Ilija es convence que Petar, un home modern d'un país capitalista, representa una gran amenaça per a la seguretat nacional i el sistema socialista, i comença a espiar en Petar. L'esposa d'Ilija Danica (Mira Banjac) està més preocupada pel futur de la seva filla Sonja (Sonja Savić), que, tot i que és llicenciada en odontologia, no pot trobar feina. Després d'un atac d'espionatge, Ilija telefona a l'inspector Dražić (Milan Štrljić), afirmant que Petar es trobava amb "persones sospitoses" (en realitat els amics intel·lectuals de Petar), però Dražić no el pren seriosament. L'Ilija decideix prendre el tema per les seves pròpies mans. Comença la seva pròpia operació de vigilància contra l'home innocent i els seus amics. Finalment, barra la seva casa, compra un gos guardià, s'arma amb municions i fins i tot rep ajuda del seu germà Đura (Zvonko Lepetić), convençuts tots dos que Petar és un agent estranger.
Un vespre, Ilija és atropellat accidentalment per un cotxe, però ho veu com un intent d'assassinat. Aviat, fins i tot la Danica comença a creure l'Ilija, però la Sonja creu que el seu pare pateix paranoia. Đuro aconsegueix capturar diversos amics d'en Petar, subjectant-los al seu soterrani, colpejant-los i fent-los "revelar els seus plans terroristes". En Petar arriba a casa d'Ilija, on troba la Danica. Petar diu que volia acomiadar-se, ja que viatja a Nova York, i li pregunta a la Danica per què l'Ilija i el seu germà el segueixen, revelant així que estava al corrent de la seva "operació de vigilància". Ilija i Đura assalten la casa, s'emporten la Danica, lliguen en Petar a una cadira, el colpegen forçant-lo a "confessar". En Petar continua afirmant que no és un espia, però els germans no se'l creuen. Đura surt de casa una estona, per portar un dels amics d'en Petar que "ho va admetre tot", i Ilija continua interrogant en Petar. Tanmateix, Ilija s'emociona massa i té un atac de cor. En Petar aconsegueix arribar al telèfon i trucar a l'ambulància, i aleshores, encara emmanillat a la cadira, surt de casa per intentar agafar el seu avió. L'Ilija, mentre té un fort dolor, telefona a casa de Đura i li diu a la seva dona que li digui que "bloqui l'aeroport". Aleshores s'arrossega fora de la casa i comença a gatejar després de Petar, amb el seu gos seguint-lo.

## Repartiment
- Bata Stojković - Ilija Čvorović
- Bora Todorović - Petar Markov Jakovljević
- Mira Banjac - Danica Čvorović
- Sonja Savić - Sonja Čvorović
- Zvonko Lepetić - Đura Čvorović
- Bata Živojinović - el venedor de creps
- Predrag Laković - el professor
- Branka Petrić - el periodista
- Milivoje Tomić - el doctor
- Milan Štrljić - inspector Dražić
- Milan Mihailović - el pintor
- Vladan Živković

## Premis
Balkanski špijun va guanyar dos premis el 1984 al Festival de Cinema de Pula, el premi Golden Arena i el Premi al Millor Actor, que va ser per a Danilo "Bata" Stojković per la seva interpretació d'Ilija Čvorović.